# サッカートバゴ代表
サッカートバゴ代表（サッカートバゴだいひょう）は、トバゴサッカー協会により編成されるトバゴ島のサッカーのナショナルチームである。トバゴ代表は、FIFA及び、CONCACAFに加盟していないため、ワールドカップ、CONCACAFゴールドカップに参加できず、他のチームとの対戦も国際Aマッチとは認められない。

## 試合結果
| 日付           | ホーム | アウェー             | スコア |
| -------------- | ------ | -------------------- | ------ |
| 2001年12月8日  | トバゴ | トリニダード・トバゴ | 0-5    |
| 2003年2月1日   | トバゴ | フィンランド         | 0-2    |
| 2003年3月11日  | トバゴ | モントセラト         | 6-0    |
| 2007年11月21日 | トバゴ | ガイアナ             | 1-2    |